# George Ranetti
George Ranetti (n. 19 octombrie 1875, Mizil — d. 2 mai 1928, București) a fost un scriitor, poet, dramaturg minor, publicist și umorist român, din generația post-junimistă,  care a desfășurat o importantă activitate ca gazetar, la reviste precum: „Moftul român” revista  înființată de  Ion Luca Caragiale, publicațiile „Moș Teacă”, „Zeflemeaua”, revista umoristică Furnica, revista „Greerul” și „România” din Iași.

## Biografie
A fost fiul lui Mathei Vasile Ranetti (sau Ranete), avocat, și al soției sale Lina, n. Ioachimescu. Vasile Ranetti a funcționat ca ajutor de primar în Mizil, în administrația Partidului Conservator. George Ranetti a avut un frate, Atanase Ranetti-Picolo (n. martie 1878), care de asemenea a urmat o carieră în presă. George a urmat cursurile Liceului Sfinții Petru și Pavel din Ploiești, apoi a făcut studii neterminate la Facultatea de Drept a Universității din București. După propria mărturie, a debutat la doisprezece ani, fiind elev în clasa a treia de liceu, sub pseudonimul Rolla în Gazeta Buzăului, "o mică foiță săptămânală", cu un articol de apărare a politicii tatălui său, intitulat Cum am debutat  A scris din clasa a șaptea , sub pseudonimul Namuna, pentru Adevărul literar (1896-1897). A fost funcționar la poștă, în București. Folosind pseudonimul Tarascon, a publicat primul său volum de versuri umoristice, Dom Paladu, în 1899, reeditat în 1902. A colaborat și la Epoca, Lupta, Pagini literare, Povestea vorbei. Scriitor prolific, dotat cu umor și vervă satirică, scrie texte facile. George Călinescu scria despre G. Ranetti că "debita miticisme cu aer de pince-sans-rire și compunea poezii franceze din idiotisme române traduse vorbă cu vorbă". A semnat cu pseudonimele Romeo,  Tarascon, Gh. Biciușcă, Jorj Delamizil, Chiriac-Napadarjan, Contele de Tekirghiol, Prințul Ghiță, Coco, Cyrano, Sandernagor, sau Ghiță Delagambrinus.

## Volume publicate
- Dom Paladu, [versuri], 1899
- De inimă albastră, 1899
- Strofe și apostrofe, 1900
- Ahturi și ofuri, (cu o prefață de Anton Bacalbașa). 1901
- Eu râd, tu râzi, el râde, București, Editura Socec, 1903
- Franțuzomania , 1904
- Scrisori din Italia, 1904
- Schițe vesele, 1908
- D-atunci și d-acolo. Versuri ușurele scrise-n clipe grele. București, Editura Literară a Casei Școalelor, 1931
- Poezii,  1924
- Domnișoara Miau. Roman pisiologic, București, Cartea Românească, 1926
- Madam  Strakinidy , 1928

### Piese de teatru
- Romeo și Julieta la Mizil, 1907. Piesa a fost jucată la Teatrul Național din București, în stagiunile 1909-1911.